# Rozalia Grzegorczyk
Rozalia Grzegorczyk z d. Adamczyk (ur. 28 września 1896 w Szczukowskich Górkach, zm. 6 maja 1977 w Krajnie) – polska poetka ludowa.

## Życie i twórczość
Pochodziła z chłopskiej rodziny. Wcześnie osierocona, nigdy nie nauczyła się czytać i pisać. Podczas pracy w Niemczech poznała swojego męża Wojciecha Grzegorczyka, którego poślubiła w 1922 roku. Mieli troje dzieci: Zofię, Józefa i Mariannę. W 1934 osiedli się we wsi Krajno pod Kielcami. W 1972 roku ich wierszy układanych w głowie wysłuchał, spisał i wydał w tomiku Roch Sulima. W tymże roku ukazuje się tomik "Wiersze" wspólnego autorstwa Rozalii i Wojciecha Grzegorczyków. W 1973 uhonorowana za twórczość poetycką Nagrodą Artystyczną im. Jana Pocka. Zmarła w 1977 roku, pochowana na cmentarzu w Krajnie.

## Upamiętnienie
- W 1987 roku reportaż autorstwa Barbary Wachowicz o Rozalii ukazał się w zbiorze Ciebie jedną kocham
- W 1995 roku w Krajnie stanął pomnik Rozalii i Wojciecha dłuta Stefana Dulnego
- W 2006 roku szkoła podstawowa w Świętej Katarzynie przyjęła imię "Poetów Doliny Wilkowskiej", a wśród 5 współpatronów znalazła się Rozalia Grzegorczyk
- W 2017 roku ukazała się biografia Grzegorczyków autorstwa Pawła Beckera Rozalia i Wojciech Grzegorczykowie. Ludowi poeci Gór Świętokrzyskich